# Ґроти (герб)
Ґроти (пол. Groty)- шляхетський герб.

## Опис герба
В золотому полі три срібні наконечники списа у пояс. Клейнод: три пера страуса. Намет золотий, підбитий сріблом.
|  | W polu zlotem — trzy srebrne groty. Nad hełmem trzy pióra strusie. Herb stary niewiadomego pochodzenia ... |

## Роди
Список родин з Гербовника польського Тадеуша Гайля:
Grot, Grott, Grudź, Gruzdź, Gruźdź, Paszkiewicz, Paszkowicz, Prokopowicz, Ptak, Razwodowski, Szarłowski, Waszkiewicz, Waszklewicz, Włocki.